# Dormir en un mar de estrellas
Dormir en un mar de estrellas es una novela de ciencia ficción de 2020 escrita por el autor estadounidense Christopher Paolini y publicada bajo el sello Tor de la editorial Macmillan. El libro no está relacionado con su serie del Legado. En una entrevista, Paolini describió el libro como orientado a los adultos, en contraste con el género juvenil de sus libros anteriores.

## Argumento
Kira Navárez es una xenobióloga de 2257 que planea instalarse junto a su prometido en una nueva colonia del sistema Sigma Draconis. Su última misión es investigar un dron estrellado, lo que la lleva a descubrir un templo alienígena. En su interior, despierta al «filo dúctil», una antigua nanotecnología creada por unos seres avanzados y extintos conocidos como los Desaparecidos. El filo dúctil recubre su cuerpo y se somete a su voluntad, pero no está acostumbrado a servir a los humanos.
En su base de investigación, el filo dúctil cree que está en peligro y lanza zarcillos que empalan a todos los que la rodean, incluido su prometido. La ponen en cuarentena militar, y un médico, Carr, experimenta con el filo dúctil, quemándolo, junto con Kira con rayos láser, a pesar de las súplicas de esta. Carr es interrumpido por un ataque de los Wranaui, alienígenas que adoran a los Desaparecidos y que habían escondido el filo dúctil en el santuario. Kira escapa y, sin darse cuenta, provoca una explosión que une un trozo dañado del filo dúctil tanto a Carr como a uno de los Wranaui, creando un ser malévolo y corrupto que se autodenomina las Fauces, y que flota por el espacio buscando crecer y extenderse a pesar de su locura y dolor. Con el tiempo encuentra un planeta y comienza a convertir la masa del planeta en naves interestelares que contienen guerreros Corruptos.
Kira huye a 61 Cygni en un transbordador y descubre que los Wranaui han iniciado una guerra con la humanidad, ya que creen que ésta activó intencionadamente el filo dúctil y creó las Fauces. Es rescatada por la Wallfish, una nave de contrabando, y convence a su tripulación para que la ayude a acceder a una nave Wranaui, ya que pretende utilizar el filo dúctil para emitir un mensaje diplomático desde sus transmisores. Consiguen abordar una nave atacante inutilizada, pero solo consigue transmitir la ubicación del filo dúctil, atrayendo al sistema a un gran número de Wranaui y Corruptos. El filo dúctil le muestra los recuerdos de una reliquia desaparecida, el Báculo de Azul, que le permitiría erradicar a los Corruptos y proteger a la humanidad de los Wranaui.
La Wallfish y un crucero militar viajan al planeta Desaparecido que contiene el Báculo de Azul, pero lo encuentran irremediablemente roto. Son atacados por los Wranaui y los Corruptos que los habían rastreado hasta allí, pero son salvados por el Nudo de Mentes, una facción rebelde dentro de los Wranaui. Se ha enterado de la verdad sobre el despertar del filo dúctil y busca formar una alianza con la humanidad contra los Corruptos. El Nudo tiene un plan para utilizar una nave de guerra humana para matar al actual líder Wranaui, Ctein, un tirano que ha modificado genéticamente a los Wranaui para que no puedan matarlo directamente.
La Wallfish viaja a Sol para informar a la Tierra de la oferta del Nudo, pero los militares detienen a Kira y a la tripulación de la Wallfish y envían una flota para emboscar al Nudo en su punto de encuentro bajo las órdenes del líder de la Tierra. Kira y la tripulación de Wallfish escapan durante un ataque de los Corruptos y parten para advertir al Nudo y preservar la posibilidad de una alianza. Tienen éxito y viajan con el Nudo hacia la flota de Ctein, que se está preparando para una ofensiva final contra la humanidad.
Mientras un ataque humano distrae a Ctein, el Knot escolta a la Wallfish dentro del rango de tiro, diciendo a la flota de Ctein que sus ordenadores contienen información vital. La Wallfish golpea la nave de Ctein con una carga nuclear, pero no consigue matar a Ctein, y las defensas láser de Wranaui impiden más impactos. La Wallfish aborda la nave de Ctein y Kira avanza por la nave con el filo dúctil, que ya domina. Mata a los numerosos defensores Wranaui, pero se da cuenta de que Ctein lleva una armadura Desaparecida que resiste el filo dúctil. Ctein la va desgastando poco a poco, pero un ataque sorpresa del capitán de la Wallfish abre un agujero en la armadura lo suficientemente grande como para que el filo dúctil entre y mate a Ctein.
El Nudo toma el control de los Wranaui y se une a la flota humana contra las Fauces, que han llegado al sistema. Kira intenta desesperadamente desactivar las Fauces matando a Carr y a los Wranaui que las controlan con una explosión nuclear, pero en su lugar la porción de las Fauces del filo dúctil se fusiona con la suya, uniendo sus mentes. Utiliza su presencia para calmar y someter a los controladores de las Fauces y deshacer los Corruptos. A continuación, convierte la masa de las Fauces en una estación espacial destinada a servir de embajada entre la humanidad y los Wranaui. Finalmente, Kira revela que las Fauces habían liberado previamente siete partes de sí mismas en diferentes direcciones, y se marcha sola para localizarlas.

## Recepción
La novela ha sido aclamada por la crítica, que ha elogiado la construcción del mundo, la trama y el ritmo de Paolini. Kirkus Reviews la calificó como «una epopeya divertida y de ritmo rápido que los aficionados a la ciencia ficción se zamparán». The Nerd Daily concedió a la novela un ocho sobre diez, afirmando que era «...un viaje trepidante desde el principio hasta el final». La novela ganó el Premio Selección de Ciencia Ficción de Goodreads 2020.

## Adaptación televisiva
El 8 de octubre de 2020, Paolini anunció en Twitter que Dormir en un mar de estrellas sería adaptada al cine por él y su hermana, Angela Paolini, en colaboración con Made Up Stories y Snoot Entertainment. Paolini y su hermana serán también productores ejecutivos del proyecto. La prensa especializada en el sector del entretenimiento también dio cuenta de la noticia.
En agosto de 2022, Paolini anunció que el libro ya no se adaptaría como largometraje, sino que se adaptaría como programa de televisión y que ya se había comenzado a escribir guiones episódicos.